# Tommaso Inghirami
Tommaso Inghirami (1470-5 o 6 de septiembre de 1516), también conocido como Fedra (o Phaedrus) fue un humanista del Renacimiento y diácono de la Iglesia católica.

## Biografía
Tommaso Inghirami nació en Volterra en 1470, hijo de Paolo Inghirami y su esposa Lucrezia Barlettani. Su padre, un hombre prominente en Volterra, fue asesinado durante una revuelta política en 1472. Después del asesinato, los dos hijos de Paolo fueron llevados a Florencia. Más tarde, todavía niño, Tommaso fue enviado a Roma para vivir bajo la protección del obispo Jacopo Gherardi y el tío de Tommaso, Antonio Inghirami, secretario del papa Sixto IV.
En 1486, Inghirami interpretó a Fedra en una representación de la obra de Séneca Fedra escenificada por Giovanni Sulpizio da Veroli y Rafael Riario, con el apoyo de la Academia Romana de Julio Pomponio Leto, donde el joven estudiaba. Después de esta actuación memorable, fue conocido por el apodo de "Fedra" por el resto de su vida.
Miembro de la élite intelectual romana, Inghirami fue alabado por Ludovico Ariosto, Pietro Bembo, Baltasar Castiglione, Paulo Jovio, Nicolás Maquiavelo, y Angelo Colocci.
Inghirami fue ordenado diácono de la Capilla pontificia en abril de 1493. En 1495, fue invitado a la Basílica de Santa Maria sopra Minerva para entregar su Panegyricus en memoriam divi Thomae Aquinatis para la celebración anual del 7 de marzo, día de Santo Tomás de Aquino, para el Studium generale dominicano, la futura Universidad Pontificia de Santo Tomás de Aquino (Angelicum) en Roma.
En 1496, Inghirami fue enviado como parte de una delegación del papa Alejandro VI ante Maximiliano I, Sacro Emperador Romano, a quien  conoció en Innsbruck el 14 de marzo de 1497. El emperador quedó tan impresionado por la oratoria de Inghirami que le nombró poeta laureado y conde palatino. El 16 de enero del año siguiente, declamó un elogio muy notable en presencia de la corte papal en pleno durante una misa en memoria del joven Juan, príncipe de Asturias, hijo del rey Fernando y la reina Isabel de España, celebrada en la Iglesia de San Giacomo degli Spagnuoli.
Inghirami conoció a Erasmo de Róterdam en 1509, convirtiéndose en su corresponsal y amigo de por vida. Erasmo consideraba que su fama era más grande a través de su oratoria que de sus escritos.
En 1510, Inghirami fue nombrado prefecto de la Biblioteca Palatina. Más tarde sirvió como secretario para el Cónclave de 1513 donde fue elegido León X.
Inghirami murió el 5 o 6 de septiembre de 1516 debido a las heridas sufridas cuando cayó de su mula y fue atropellado por un carro tirado por bueyes cargado de sacos de trigo.